# Tilleul-Dame-Agnès
Tilleul-Dame-Agnès település Franciaországban, Eure megyében. Lakosainak száma 197 fő (2022. január 1.).

## Népesség
A település népessége az elmúlt években az alábbi módon változott:
| Lakosok száma | 144  | 135  | 155  | 213  | 196  | 193  | 195  | 192  | 190  | 197  |
|               | 1968 | 1982 | 1990 | 2006 | 2013 | 2015 | 2017 | 2019 | 2020 | 2022 |